# Branilovići
Branilovići (cyr. Браниловићи) – wieś w Bośni i Hercegowinie, w Republice Serbskiej, w gminie Gacko. W 2013 roku liczyła 51 mieszkańców.